# Международный день памяти о геноциде в Руанде
Международный день памяти о геноциде в Руанде (на других официальных языках ООН: англ. International Day of Reflection on the Genocide in Rwanda, араб. اليوم الدولي للتفكر في الإبادة الجماعية التي وقعت عام في رواندا, ‎исп. Dia Internacional de Reflexion sobre el Genocidio cometido en Rwanda, кит. 卢旺达境内灭绝种族罪行国际反思日, фр. Journee internationale de reflexion sur le genocide au Rwanda
) отмечается 7 апреля, начиная с 2004 года. Установлен Генеральной Ассамблеей ООН 23 декабря 2003 года (Резолюция  № A/RES 58/234). Памятный день был установлен в связи с десятилетием с начала геноцида в Руанде.
Геноцид в Руанде продолжался около 100 дней, было убито свыше 800 тыс. человек.
В своём послании в 2010 году Генеральный секретарь ООН Пан Ги Мун сказал: Мы храним память о более чем 800 000 невинных людей, потерявших жизнь. Наши мысли также с теми, кто пережил эту трагедию, чьи незабываемые свидетельства позволили нам осознать в полной мере масштабы трагедии, которую вполне можно было бы предотвратить.

## Ежегодные темы
- 2016 год — «Борьба с идеологией геноцида».
- 2015 год
- 2014 год — «Память, сплочение, обновление»
- 2013 год
- 2012 год — «Извлечение уроков истории во имя светлого будущего»